# Christoph Kleine

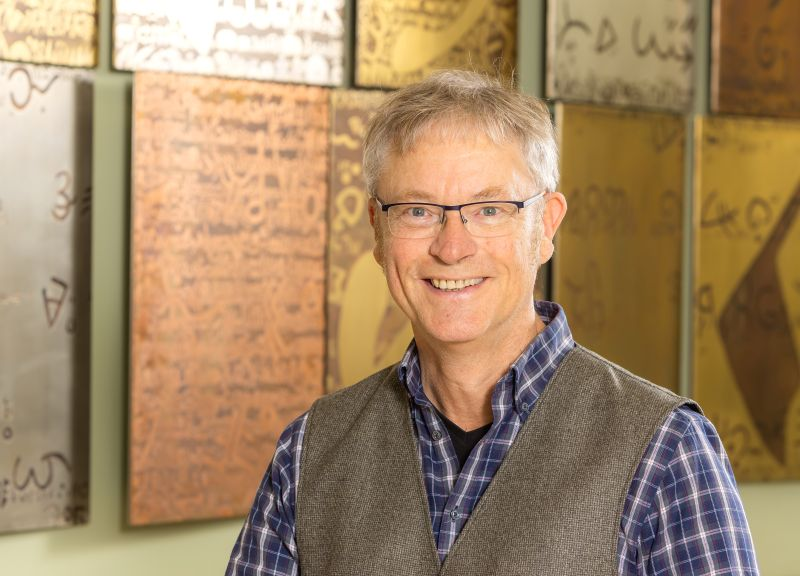
Christoph Kleine, 2023

Christoph Kleine (* 1962 in Wilhelmshaven) ist ein deutscher Religionswissenschaftler und Religionshistoriker.

## Berufliche Laufbahn
Kleine wuchs in Lübeck, Lauenburg und Geesthacht auf und erlangte 1981 sein Abitur am Otto-Hahn-Gymnasium in Geesthacht. Von 1984 bis 1987 absolvierte er sein Grundstudium der Religionswissenschaft mit den Nebenfächern Japanologie und Philosophie an der Philipps-Universität Marburg. Ab Dezember 1986 verbrachte er zwei Semester an der Bukkyō-Universität in Kyōto. Sein Hauptstudium schloss Kleine 1991 ebenfalls an der Philipps-Universität Marburg ab, wo er seinen Magister artium mit Auszeichnung erlangte.
Christoph Kleine promovierte 1995 zu Hōnens Buddhismus des Reinen Landes: Reform, Reformation oder Häresie, wofür er den Dissertationspreis der Universität Marburg erhielt. Anschließend forschte er mit einem Stipendium der European Science Foundation in den Jahren 1996 und 1997 über buddhistische Hagiographie in Ostasien am Hōbōgirin-Institut (法寶義林研究所) in Kyōto. Als Stipendiat der Deutschen Forschungsgemeinschaft habilitierte er sich 2001 in Marburg mit einer Arbeit zum Thema Religiöse Biographien im ostasiatischen Buddhismus: Eine Studie über Gehalt, Form und Funktion hagiographischer Texte am Beispiel von Vitensammlungen aus China, Korea und Japan.
Von Februar 2002 bis September 2004 wirkte Kleine als wissenschaftlicher Mitarbeiter am Religionswissenschaftlichen Institut der Universität Leipzig. Dort war im Rahmen eines DFG-Projekts zur Religionsgeschichte des monastischen Buddhismus in Indien tätig (Norm und Praxis: Religionsgeschichtliche Untersuchung zu Ideal und Realität des monastischen Buddhismus in Indien). Zwischen Juni 2002 und Januar 2003 unterrichtete er als Privatdozent für Religionswissenschaft an der Philipps-Universität Marburg und von Februar 2003 bis September 2004 an der Universität Leipzig.
Danach übernahm Kleine von Oktober 2004 bis März 2005 die Vertretung der Professur für Allgemeine und Vergleichende Religionswissenschaft am Religionswissenschaftlichen Institut Leipzig. Von Dezember 2004 bis September 2008 bekleidete er die Position eines ordentlichen Universitätsprofessors für Religion und Philosophie in Ostasien am Japan-Zentrum der Ludwig-Maximilians-Universität München. Im Oktober 2008 wechselte Kleine auf eine Professur für Religionsgeschichte (W 3) mit dem Schwerpunkt Buddhismus am Religionswissenschaftlichen Institut der Universität Leipzig.

## Forschungsprofil
In empirischer Hinsicht umfasst Kleines Hauptorschungsfeld den ostasiatischen Buddhismus und die japanische Religionsgeschichte, insbesondere den mittelalterlichen Buddhismus mit einem Fokus auf die Tradition des Reinen Landes. Sein theoretisches Hauptinteresse wiederum gilt der Wechselwirkung zwischen epistemischen und sozialen Strukturen, wobei er Praktiken der konzeptuellen Unterscheidung und Formen der institutionellen Differenzierung sozialer Handlungsfelder untersucht. Seine Sichtweise ist unter anderem von der Religionssoziologie Max Webers und der Systemtheorie Niklas Luhmanns beeinflusst.
Kleine betrachtet die Herausbildung epistemischer und sozialer Strukturen unter anderem als Ergebnis von partiell pfadabhängigen Entscheidungsprozessen an kritischen Wegscheiden, die durch Kulturbegegnungen ausgelöst werden. Vor diesem Hintergrund interessieren ihn in verflechtungsgeschichtlicher Perspektive vor allem wechselseitige Kulturvergleiche und kulturelle Übersetzungen. Entsprechende historische Untersuchungen versucht er für die Theorie und Methodologie der Religionswissenschaft fruchtbar zu machen. Dies gilt insbesondere für die Frage nach der Vergleichbarkeit von Kulturen und der Anwendbarkeit komparativer Konzepte wie 'Religion' oder 'Säkularität'.
Seit 2016 leitet er zusammen mit der Kultursoziologin Monika Wohlrab-Sahr die DFG-finanzierte Kolleg-Forschungsgruppe „Multiple Secularities - Beyond the West, Beyond Modernities“. Ziel dieses internationalen und interdisziplinären Verbundprojektes ist es, die globale Vielfalt der existierenden Arrangements zwischen Religiösem und Säkularem zu erfassen und zu erklären.

## Lehrprofil
In seiner Lehre strebt Christoph Kleine danach, seine Forschungsschwerpunkte für eine grundständige religionswissenschaftliche Ausbildung fruchtbar zu machen. Empirische und religionshistorische Daten werden von ihm dabei unter dezidiert religionswissenschaftlichen Perspektiven betrachtet und an für das Fach relevante theoretische Fragen herangetragen. Das Zusammendenken von Empirie und Theorie ist ihm ein großes Anliegen.
Ebenso betont Kleine gegenüber seinen Studierenden die Notwendigkeit des frühen Erwerbs religionskundlicher Grundkenntnisse über vormoderne und außereuropäische Traditionen. Ohne diese kann in seinen Augen keine seriöse Theoriebildung gelingen, da man sonst in eurozentristischen Modellen steckenbleibe.
In der jüngerer Vergangenheit bot Kleine unter anderem folgende Lehrveranstaltungen an: „Religion in politischen Konflikten“ (SS 2021), „Globale Religionsgeschichte und religiöse Verflechtungsgeschichte“ (SS 2021), „Aktuelle Themen, Debatten und Theorieansätze in der Religionswissenschaft“ (SS 2022), „Religionsgeschichte Japans: Eine themenzentrierte Einführung“ (WS 2022/23), „Grenzen der Religion: Säkularisierung, Säkularismus, Säkularität“ (SS 2023), „Krise und religiöser Wandel“ (WS 2023/24).

## Positionen
Gegen den Trend einer Fokussierung der gegenwärtigen Religionswissenschaft im deutschsprachigen Raum auf religiöse Gegenwartskulturen in Europa betont Kleine die Bedeutung der außereuropäischen Religionsgeschichte nicht zuletzt für die religionswissenschaftliche Theoriebildung.
Gegen populäre Ansätze der Postcolonial Studies innerhalb der Religionswissenschaft postuliert Kleine die Übertragbarkeit des Religionsbegriffs auch auf Kulturen, die über kein semantisches Äquivalent zum modernen europäischen Begriff „Religion“ verfügten. Kleine argumentiert hier einerseits funktionalistisch, andererseits unter Bezugnahme auf emische Prozesse der Bildung polythetischer Klassen: in nahezu allen bekannten Kulturen habe es auch schon vor der Begegnung mit der europäischen Moderne und der Übernahme des Religionsbegriffs Formen der sozialen Differenzierung gegeben, in deren Folge sich Kultursegmente und Handlungsfelder herausbildeten, die aufgrund diverser Familienähnlichkeiten und vergleichbarer sozialer Funktionen untereinander als funktionale Äquivalente betrachtet wurden und die mit dem metasprachlichen Begriff „Religion“ zu bezeichnen sind.

## Weitere Tätigkeiten
Mit dem Ziel, die außereuropäische Religionsgeschichte innerhalb der deutschen Religionswissenschaft zu stärken, gründete Kleine im Jahr 1999 zusammen mit Oliver Freiberger und Max Deeg den Arbeitskreis Asiatische Religionsgeschichte (AKAR) in der Deutschen Vereinigung für Religionswissenschaft (DVRW), dessen Ziel „die Schaffung eines Forums zur Verknüpfung von Forschungsaktivitäten und zum Informationsaustausch im Bereich der Religionsgeschichte Südasiens, Zentralasiens, Ostasiens und Südostasiens“ ist. Die Ergebnisse der Jahrestagungen des AKAR sind in bislang sieben Sammelbänden veröffentlicht worden.
Kleine war von 2013 bis 2021 stellvertretender Vorsitzender der Deutschen Vereinigung für Religionswissenschaft (DVRW). Gemeinsam mit Oliver Freiberger hatte er von 2013 bis 2023 die Schriftleitung der Zeitschrift für Religionswissenschaft (ZfR) inne, die halbjährlich als wissenschaftliche Zeitschrift der DVRW beim Verlag De Gruyter erscheint. Von 2012 bis 2016 war im DFG-Kollegium für Religionswissenschaft und Judaistik.
Kleine ist Wissenschaftlicher Beirat der Zeitschrift für Junge Religionswissenschaft und Mitglied im Editorial Advisory Board der Zeitschrift Journal of Religion in Japan.
Kleine ist außerdem stellvertretender Direktor des Research Centre Global Dynamics (ReCentGlobe) an der Universität Leipzig und Co-Sprecher der Forschungsbereichs 3 Religion, Wissen & Werte: Episteme in globaler Konkurrenz.

## Veröffentlichungen (Auswahl)
- Hōnens Buddhismus des Reinen Landes: Reform, Reformation oder Häresie? Religionswissenschaft 9. Frankfurt/Main. et al.: Peter Lang, 1996.
- „'The Epitome of the Ascetic Life': The Controversy over Self-Mortification and Ritual Suicide as Ascetic Practices in East Asian Buddhism.“ In Asceticism and Its Critics: Historical Accounts and Comparative Perspectives. Hrsg. von Oliver Freiberger, 153–77. Oxford, New York: Oxford University Press, 2006.
- „Wozu außereuropäische Religionsgeschichte? Überlegungen zu ihrem Nutzen für die religionswissenschaftliche Theorie- und Identitätsbildung.“ Zeitschrift für Religionswissenschaft 18, Nr. 1 (2010): 2–38.
- Der Buddhismus in Japan: Geschichte, Lehre, Praxis. Tübingen: Mohr Siebeck, 2011.
- mit Oliver Freiberger: Buddhismus. Handbuch und kritische Einführung. 1. Aufl. Göttingen: Vandenhoeck & Ruprecht, 2011.
- „Religion and the Secular in Premodern Japan from the Viewpoint of Systems Theory.“ Journal of Religion in Japan 2, Nr. 1 (2013): 1–34.
- Der Buddhismus des Reinen Landes: Aus der chinesischen und der japanischen Tradition. 1. Aufl. Berlin, Berlin: Insel Verlag; Verlag der Weltreligionen, 2015.
- „Formations of Secularity in Ancient Japan? On Cultural Encounters, Critical Junctures, and Path-Dependent Processes.“ Journal of Religion in Japan 8, 1-3 (Special Issue: Secularities in Japan) (2019): 9–45.
- mit Monika Wohlrab-Sahr: „Comparative Secularities. Tracing Social and Epistemic Structures beyond the Modern West.“ Method & Theory in the Study of Religion 33, Nr. 1 (2021): 43–72.
- „Rethinking the Interdependence of Buddhism and the State in Late Edo and Meiji Japan.“ Japanese Journal of Religious Studies 49, Nr. 1 (2022): 89–113.
- „Über Säkularität als Spezialtaxonomie und die Kontextabhängigkeit von Klassifikationssystemen: Eine Rekonstruktion vormoderner Wissensordnungen anhand japanischer Enzyklopädien und Wörterbücher.“ In Grenzen der Religion: Säkularität in der asiatischen Religionsgeschichte. Hrsg. von Max Deeg et al., 237–79. Critical Studies in Religion / Religionswissenschaft (CSRRW) 17. Göttingen: Vandenhoeck & Ruprecht, 2023.
- „When Christianity became a Shūshi 宗旨: Cultural Encounters and Comparisons between Europe and Japan and the Origins of a Global History of Religion.“ Interdisciplinary Journal for Religion and Transformation in Contemporary Society (JRAT) 10, 2 (special issue) (2023): 1–25. doi:10.30965/23642807-bja10084.
- „From the History of Religions in Asia to a Global History of Religion.“ In Towards a Global History of Religion: Reflections on Karénina Kollmar-Paulenz’s ‘Lamas and Shamans’. Hrsg. von Anja Kirsch und Andrea Rota, 56–63. Fribourg, 2024.